# Roberto Lago
Roberto Lago Soto (ur. 30 sierpnia 1985 w Vigo) – hiszpański piłkarz występujący na pozycji obrońcy w APOEL FC.

## Historia kariery
Urodzony w Vigo zawodnik pierwsze piłkarskie kroki stawiał w miejscowym klubie Celta de Vigo. W drużynie rezerw Celty zadebiutował 27 marca 2004 roku w wyjazdowym meczu przeciwko rezerwom Athletic Bilbao, a w 53. minucie meczu został zmieniony przez Cristóbala Juncala. Lago był zawodnikiem drugiej drużyny przez 3 kolejne sezony. Łącznie w ciągu 4 sezonów w drużynie rezerw rozegrał 84 mecze i strzelił 4 bramki.
Po spadku Celty do Segunda División doszło do sporych przetasowań kadrowych, a dzięki temu Roberto stał się podstawowym zawodnikiem drużyny, pomimo tego że trener Christo Stoiczkow sprowadził na jego pozycję dobrze sobie znanego Petyra Zanewa. W ciągu pięciu sezonów na tym poziomie rozgrywkowym Lago był absolutnie czołowym zawodnikiem Celty o czym może świadczyć liczba 159 meczów ligowych rozegranych przez niego w tym okresie. Sezon 2011/12 przyniósł upragniony powrót klubu do najwyższej klasy rozgrywkowej, w której wychowanek Celty zadebiutował 18 sierpnia 2012 roku w meczu pierwszej kolejki przeciwko Malaga CF. Po zakończeniu tego sezonu Hiszpan nie zdecydował się przedłużyć wygasającego kontaktu z Celtą i jako wolny zawodnik przeniósł się do Getafe CF. W nowym klubie Roberto nie grywał już tak często, głównie z powodu często trapiących go kontuzji.. Sezon 2015/16 zakończył się spadkiem Getafe do Segunda Divisón. Wtedy Roberto zdecydował się aktywować klauzulę w swoim kontrakcie, która umożliwiała mu odejście z klubu gdy ten spadnie z Primera División.
W sezonie 2016/17 jego nowym klubem został APOEL FC.